# Haroldgrantia lignosa
Haroldgrantia lignosa är en insektsart som beskrevs av Carbonell, Ronderos och A. Mesa 1967. Haroldgrantia lignosa ingår i släktet Haroldgrantia och familjen gräshoppor. Inga underarter finns listade i Catalogue of Life.